# Батлервил (Индијана)
Батлервил (енгл. Butlerville) насељено је место без административног статуса у америчкој савезној држави Индијана.

## Демографија
По попису из 2010. године број становника је 282.
| Група             | 2000.    | 2010.       |
| Белци             | 0 (0,0%) | 275 (97,5%) |
| Афроамериканци    | 0 (0,0%) | 0 (0,0%)    |
| Азијати           | 0 (0,0%) | 2 (0,7%)    |
| Хиспаноамериканци | 0 (0,0%) | 3 (1,1%)    |
| Укупно            | 0        | 282         |